# Odèn
Pour les articles homonymes, voir Oden (homonymie).

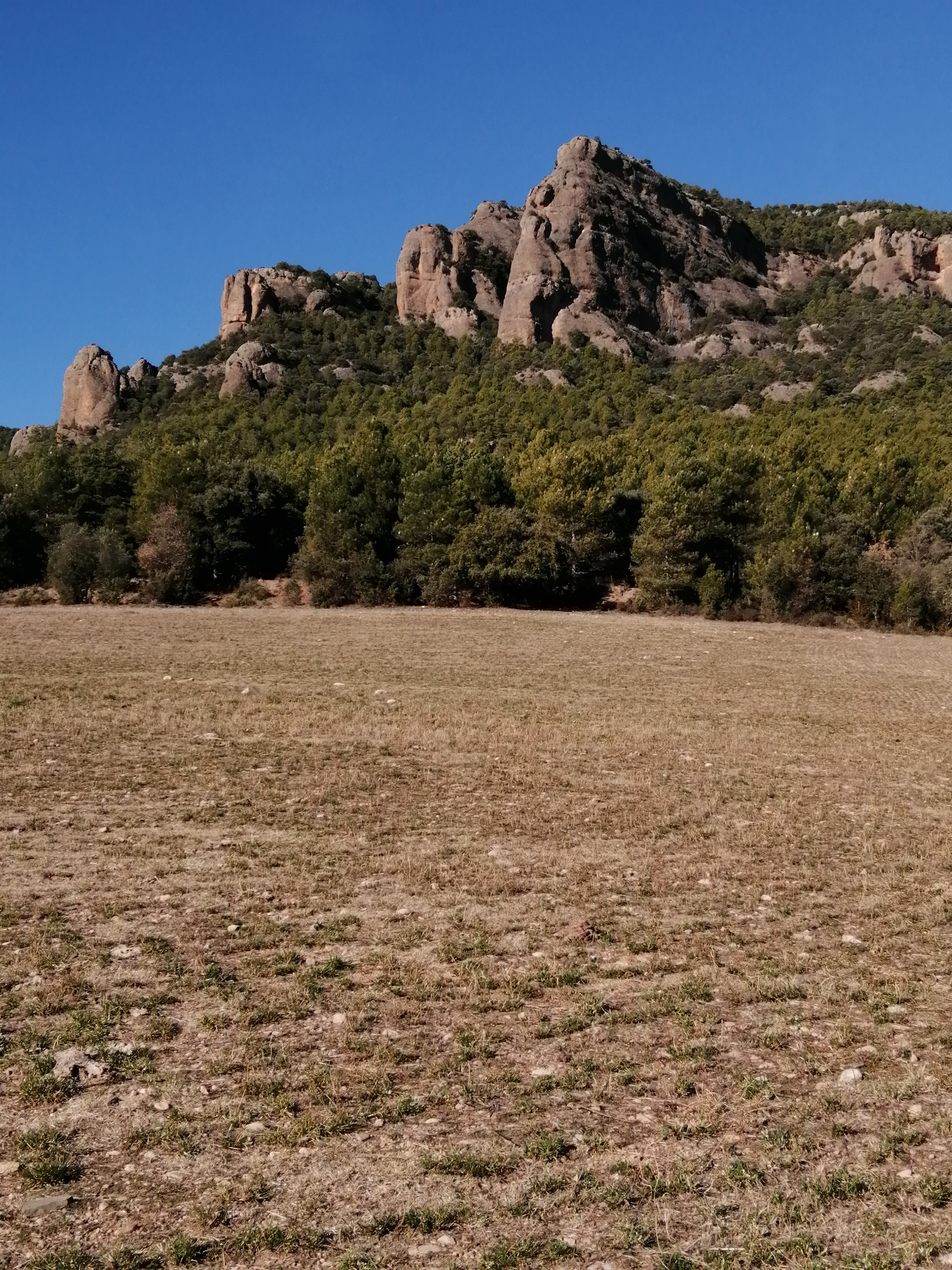
Poudingues de la Mora Comdal, Odèn

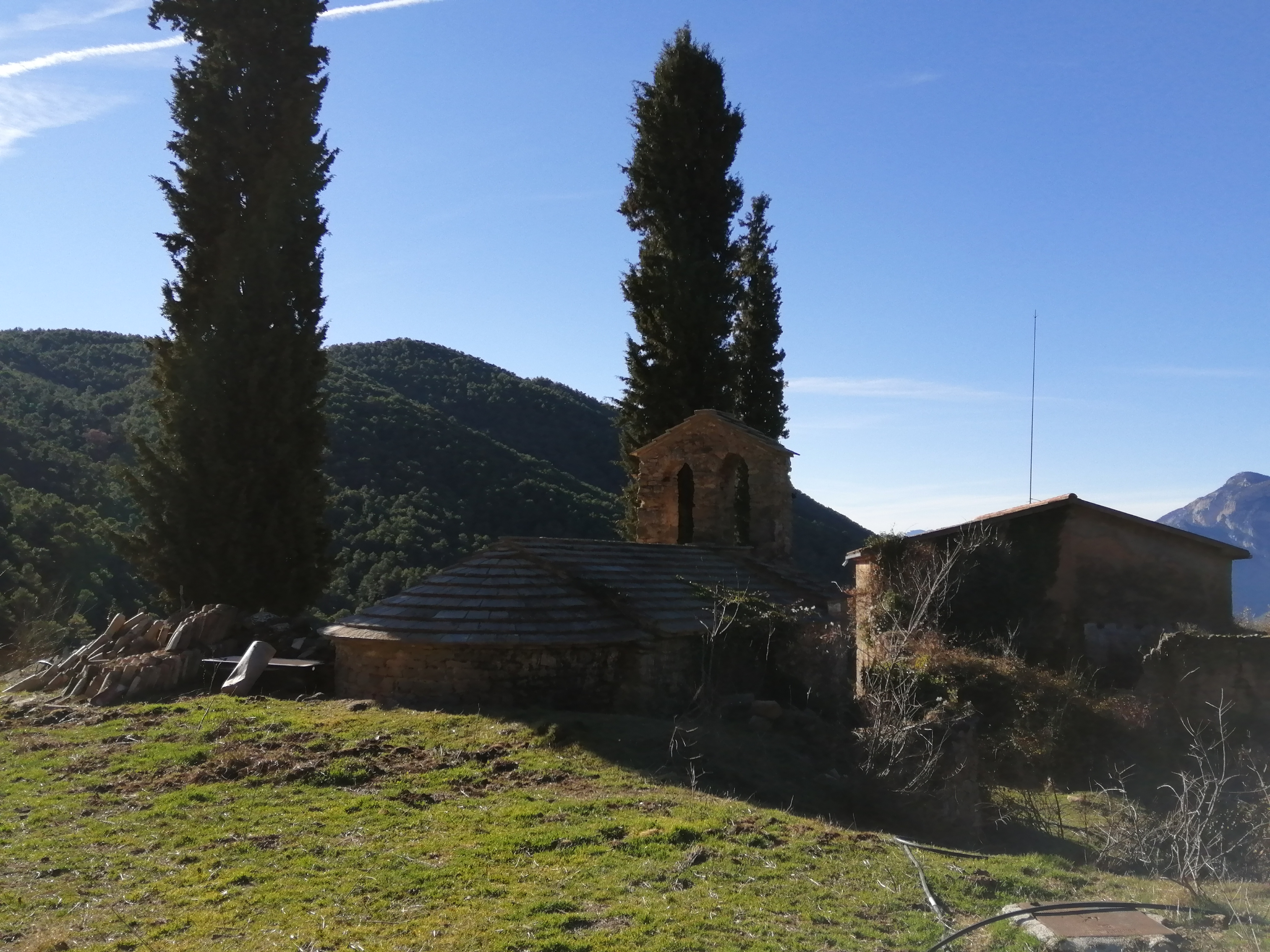
Chapelle Santa Magdalena del Sàlzer (XIIe), Oden

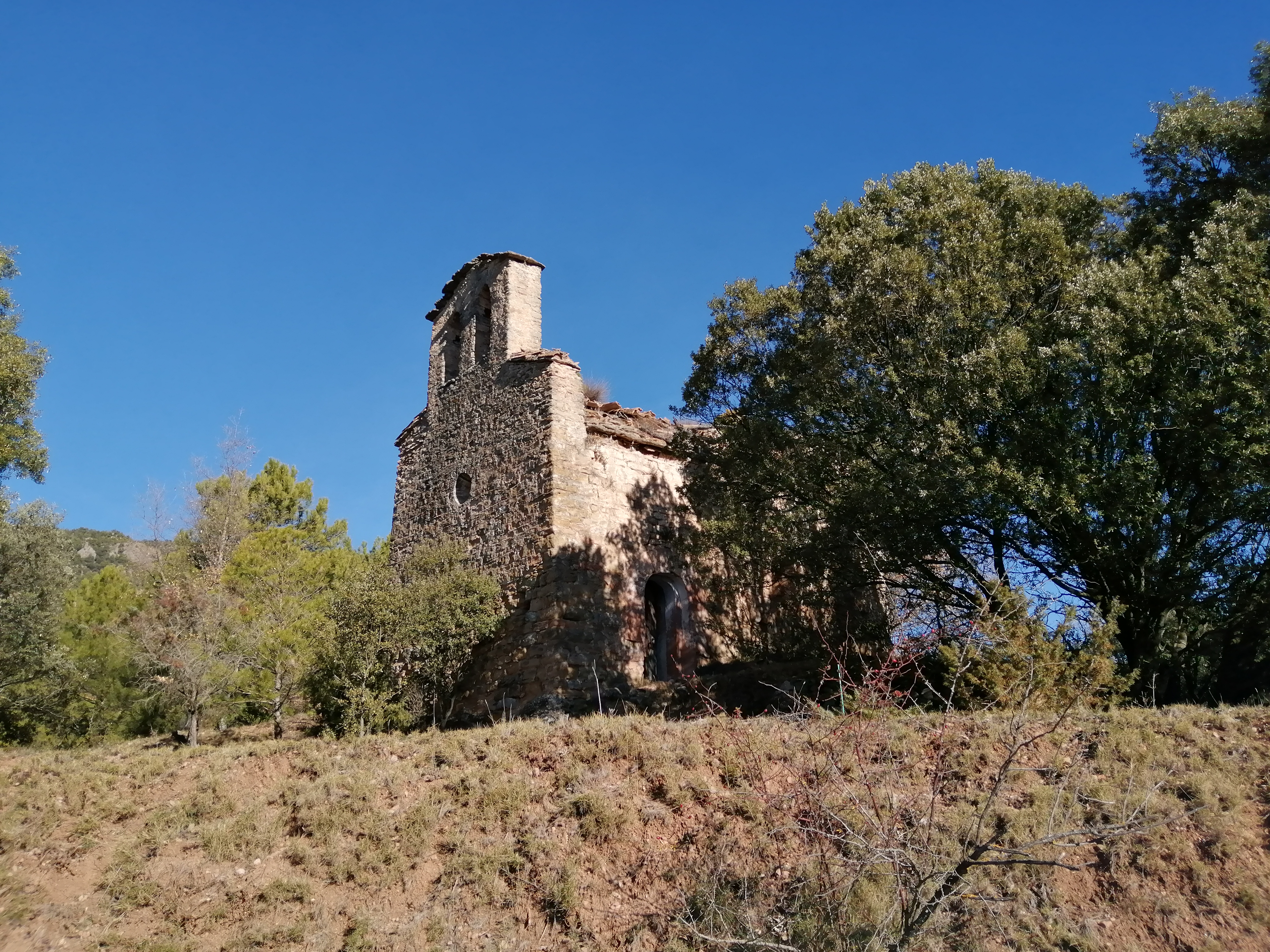
Chapelle de Santa Eugenia de Mora Comtal (XIIe), Odèn

Odèn est une commune de la comarque du Solsonès dans la province de Lleida en Catalogne (Espagne).

## Géographie
Commune située dans les Pyrénées.
La commune rassemble les anciens villages de Odèn, Cambrils et la Valldan, ainsi que les hameaux de Canalda, el Montnou, Llinars, el Racò, el Salzer, et la Mora Comdal.
Superficie : 114,40 km2.
Au nord-est de la comarque du Solsonés, c'est la 3e commune de la comarque par sa taille.

## Démographie
En 2021, la commune comptait 253 habitants, 149 hommes et 104 femmes, d'après le BOE 306 du 29-12-2021.

## Éducation
Située à Cambrils, la dernière école primaire de la commune a fermé ses portes en 2000.

### Article connexe

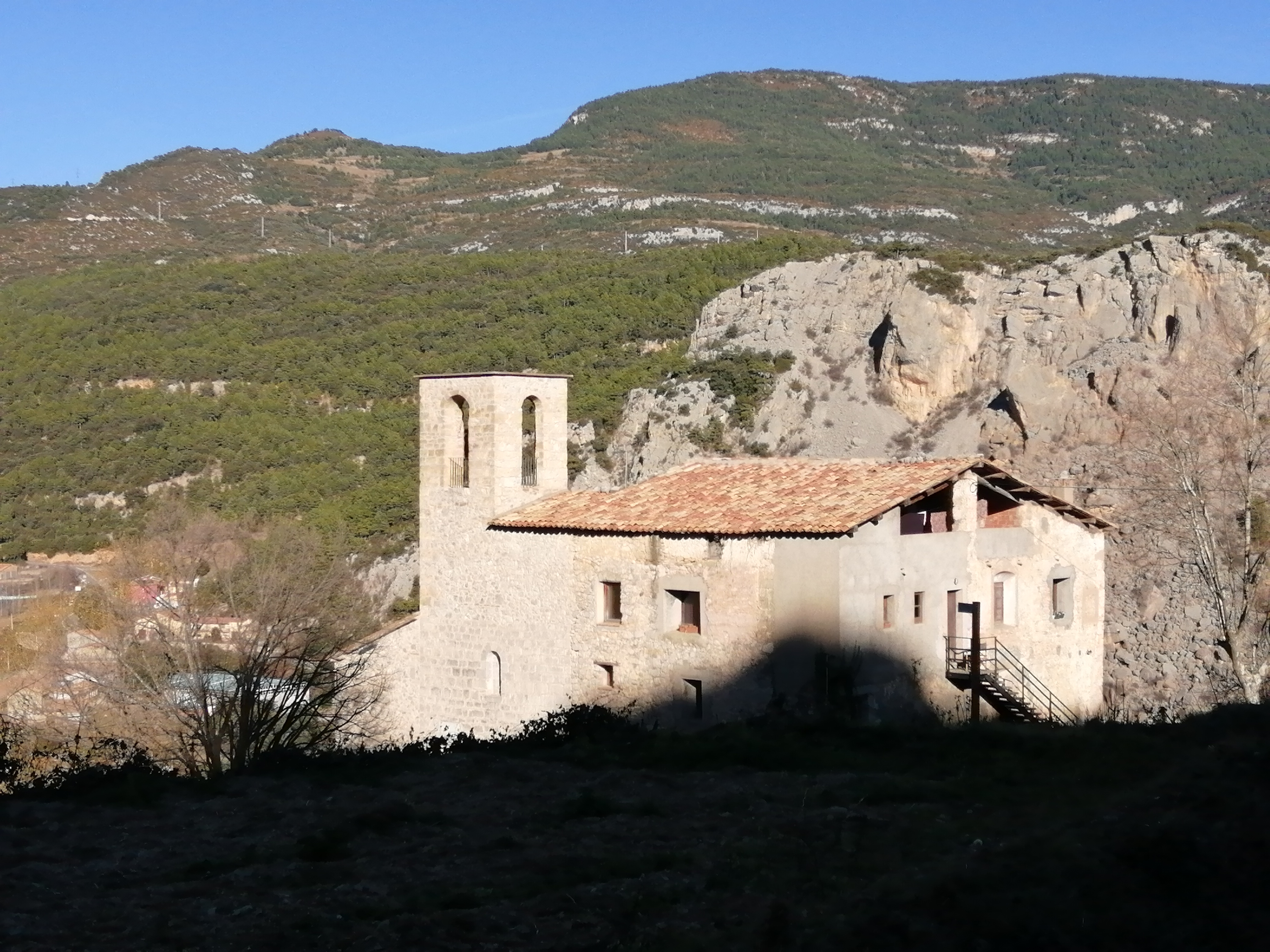
Eglise Sant Marti de Cambrils (XVIIe)